# Palluau
Palluau là một xã ở tỉnh Vendée trong vùng Pays de la Loire, Pháp. Xã này có diện tích 7,43 km², dân số năm 2006 là 850 người. Xã này nằm ở khu vực có độ cao trung bình 25 mét trên mực nước biển.

## Biến động dân số
| Năm | 1962 | 1968 | 1975 | 1982 | 1990 | 1999 | 2006 |
| --- | ---- | ---- | ---- | ---- | ---- | ---- | ---- |
| Dân số | 595  | 625  | 574  | 665  | 623  | 659  | 850  |
| From the year 1962 on: No double counting—residents of multiple communes (e.g. students and military personnel) are counted only once. |      |      |      |      |      |      |      |